# Rheum racemiferum
Rheum racemiferum là một loài thực vật có hoa trong họ Rau răm. Loài này được Maxim. miêu tả khoa học đầu tiên năm 1880.